# Giacinto Tredici
Giacinto Tredici (Milano, 23 maggio 1880 – Brescia, 19 agosto 1964) è stato un arcivescovo cattolico italiano.

## Biografia
Nato a Milano, studiò nel seminario di San Pietro Martire, e il 23 novembre 1902 fu ordinato sacerdote nella congregazione degli Oblati dei Santi Ambrogio e Carlo.
Filosofo e teologo, fu tra i fondatori della Rivista di filosofia neoscolastica. Dal 1904 al 1910 insegnò filosofia al seminario di Monza, e dal 1910 al 1924 teologia al Seminario Maggiore di Milano. Scrisse una celebre storia della filosofia per i licei, utilizzata nella maggior parte dei seminari diocesani italiani e tradotta anche in spagnolo. In Italia è stato il più autorevole sostenitore delle tesi gnoseologiche della scuola di Lovanio, e in particolare del cardinal Mercier.
Il 5 ottobre 1924, lasciato l'insegnamento, divenne prevosto della chiesa prepositurale di Santa Maria del Suffragio, a Milano. Dal 23 maggio 1930 al dicembre del 1933 fu vicario generale dell'arcidiocesi di Milano, scelto dal cardinale Alfredo Ildefonso Schuster. In tale ruolo inaugurò la stazione di Milano Centrale il 1º luglio 1931 con il ministro delle Comunicazioni Costanzo Ciano.

### Ministero episcopale
Il 21 dicembre 1933 fu nominato vescovo di Brescia da papa Pio XI. Il 6 gennaio 1934 fu consacrato vescovo nel duomo di Milano.
Concluse la canonizzazione di Maria Crocifissa Di Rosa, di Bartolomea Capitanio e di Vincenza Gerosa, e avviò lo stesso processo per altre illustri personalità, come i santi Giovanni Battista Piamarta, Lodovico Pavoni e Arcangelo Tadini.
Nel luglio 1934 indisse la prima visita pastorale, che lo impegnò per sei anni attraverso 420 parrocchie.

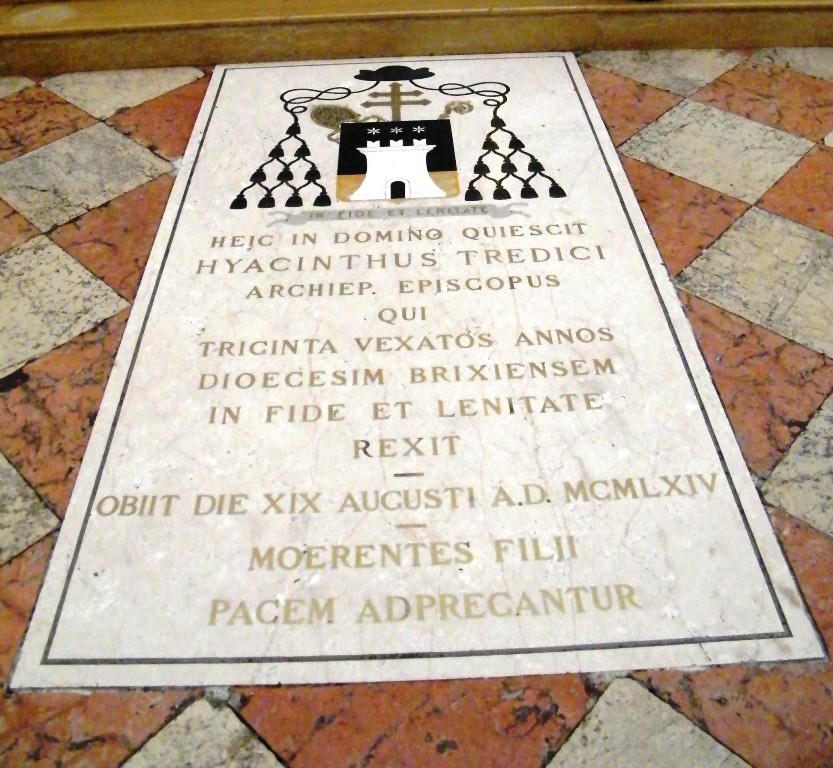
La tomba di Giacinto Tredici nel Duomo nuovo di Brescia.

Nel giugno 1944 nominò, sotto la sua responsabilità, il primo cappellano delle formazioni partigiane (il padre Luigi Rinaldini), ben cinque mesi prima dell'autorizzazione pontificia, chiesta tramite la nunziatura di Berna dal cardinale Schuster.
Il 19 marzo 1943 indisse la seconda visita pastorale, al termine della quale convocò il 27º sinodo diocesano, che si svolse il 14 e 15 ottobre 1952 e fu l'ultimo prima del Concilio Vaticano II. Il precedente sinodo si era svolto nel 1923, col vescovo Giacinto Gaggia. Per la prima volta nella storia della Chiesa italiana, una relazione a un sinodo diocesano fu affidata a un laico.
Il 12 dicembre 1954 fu uno dei due vescovi co-consacranti, assieme a mons. Domenico Bernareggi, vicario capitolare di Milano, durante l'ordinazione episcopale di mons. Giovanni Battista Montini, arcivescovo eletto di Milano (il futuro Paolo VI) — rito presieduto dal cardinale Eugène Tisserant, decano del Sacro Collegio — nella basilica di San Pietro in Vaticano.
Il 15 dicembre 1958 fu elevato alla dignità personale di arcivescovo.
Il consiglio comunale di Brescia, il 18 maggio 1964, deliberò all'unanimità di conferire a Giacinto Tredici la cittadinanza onoraria. Nel testo della delibera, con riferimento al periodo della guerra, troviamo scritto: In quel tempo l'arcivescovo Giacinto Tredici fu l'equilibrato difensore del popolo a lui affidato, il prudente attentissimo difensore degli inermi, dei poveri, dei deboli contro la vendetta straniera, il portatore di una parola ispirata solo alla bontà, alla comprensione, al sentimento di fraterna collaborazione. In suo onore, la nuova chiesa parrocchiale del quartiere Lamarmora, costruita nel 1951-52, fu intitolata a san Giacinto.
Fu l'ultimo vescovo di Brescia a portare il titolo di duca di Vallecamonica (il primo fu Berardo Maggi).
Giacinto Tredici fu anche l'unico vescovo italiano, e uno dei ventidue al mondo, a esprimere parere contrario alla proclamazione del dogma dell'assunzione della Madonna da parte di Pio XII nel 1950, non perché non ne condividesse il contenuto, ma perché pensava che l'introduzione di un nuovo dogma mariano non fosse necessaria e avrebbe reso più difficile il dialogo ecumenico coi protestanti.
Giacinto Tredici morì il 19 agosto 1964 a Brescia; i funerali si tennero il 22 agosto 1964 e fu sepolto presso il Duomo nuovo.

## Genealogia episcopale e successione apostolica
La genealogia episcopale è:
- Cardinale Scipione Rebiba
- Cardinale Giulio Antonio Santori
- Cardinale Girolamo Bernerio, O.P.
- Vescovo Claudio Rangoni
- Arcivescovo Wawrzyniec Gembicki
- Arcivescovo Jan Wężyk
- Vescovo Piotr Gembicki
- Vescovo Jan Gembicki
- Vescovo Bonawentura Madaliński
- Vescovo Jan Małachowski
- Arcivescovo Stanisław Szembek
- Vescovo Felicjan Konstanty Szaniawski
- Vescovo Andrzej Stanisław Załuski
- Arcivescovo Adam Ignacy Komorowski
- Arcivescovo Władysław Aleksander Łubieński
- Vescovo Andrzej Stanisław Młodziejowski
- Arcivescovo Kasper Kazimierz Cieciszowski
- Vescovo Franciszek Borgiasz Mackiewicz
- Vescovo Michał Piwnicki
- Arcivescovo Ignacy Ludwik Pawłowski
- Arcivescovo Kazimierz Roch Dmochowski
- Arcivescovo Wacław Żyliński
- Vescovo Aleksander Kazimierz Bereśniewicz
- Arcivescovo Szymon Marcin Kozłowski
- Vescovo Mečislovas Leonardas Paliulionis
- Arcivescovo Bolesław Hieronim Kłopotowski
- Arcivescovo Jerzy Józef Elizeusz Szembek
- Vescovo Stanisław Kazimierz Zdzitowiecki
- Cardinale Aleksander Kakowski
- Papa Pio XI
- Cardinale Alfredo Ildefonso Schuster, O.S.B.
- Arcivescovo Giacinto Tredici, O.SS.C.A.

La successione apostolica è:
- Vescovo Angelo Negri, F.S.C.I. (1935)
- Vescovo Felice Bonomini (1940)
- Arcivescovo Giovanni Battista Bosio (1948)
- Vescovo Guglielmo Bosetti (1952)
- Vescovo Giuseppe Almici (1961)